# Šaltinių-Progymnasium Alytus

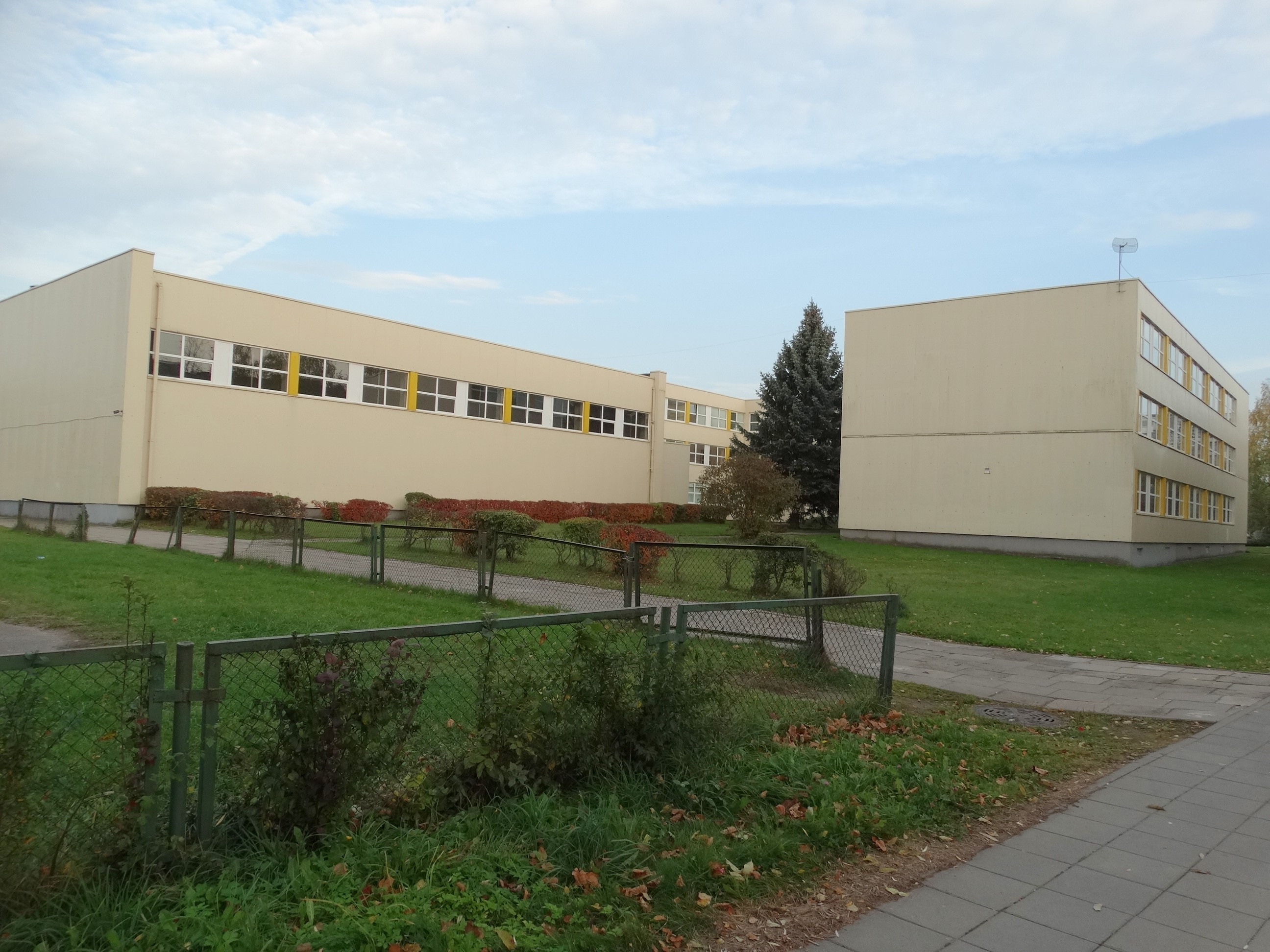
Weg zur Schule

Die Šaltinių-Progymnasium Alytus (lit. Alytaus Šaltinių progimnazija) ist eine allgemeinbildende Schule (ein Progymnasium mit 8 Klassen) in der  litauischen Bezirkshauptstadt Alytus im Bezirk Alytus, in der südlitauischen Region Dzūkija.

## Geschichte
Am 1. September 1975 wurde die 7. Sekundarschule Alytus (11 Klaasen mit Abitur) in Sowjetlitauen eröffnet. Von 1993 bis 1995 gab es  die Jugendklassen an der Schule im Rahmen des zweiten Bildungswegs aufgrund des Beschlusses des Rats der Stadtgemeinde Alytus (diese Klassen wurden 1995 in die neu dafür gegründete Jugendschule Alytus verlegt).
In den Jahren von 1987 bis 1999 führte man einen verstärkten Physikunterricht ein, 1989 einen verstärkten (jetzt vertieften) Englischunterricht und 2001 einen Schwerpunkt im Kunstunterricht. Im Jahr 1996 wurde der Zusatzname Šaltinių (dt. 'Quellen') vergeben. Bis 2002 gab es 25 Abschlussjahrgänge mit insgesamt 1155 Abitur-Absolventen (durchschnittlich 46 Abiturienten pro jedes Jahr).
Im Jahr 2002 wurde die Schule in eine Hauptschule (mit dem Unterricht von 1 bis 10 Klassen) umgewandelt. In den Jahren 2004–2005 wurde das Schulgebäude renoviert. Im Jahr 2015 wurde die Schule mit dem litauischen nationalen Label „Gute Schule“ ausgezeichnet. Anlässlich des Jubiläums gab man ein Buch über die Geschichte (Prie šaltinio versmės) im Verlag Alytus heraus. Seit 2016 gibt es die STEAM-Bildung. Im Jahr 2019 erhielt die Schule den Status eines Progymnasiums (mit dem Unterricht von 1 bis 8 Klassen).

## Buch
- An der Quelle / Prie šaltinio versmės, 2015. Alytaus spaustuvė.